# كوربون (أورن)
كوربون هي بلدية في أورن في شمال غرب فرنسا.